# 베리 굿 걸
《베리 굿 걸》(영어: Very Good Girls)은 2014년 공개된 미국의 드라마 영화이다.

## 출연
- 다코타 패닝 - 릴리 버거 역
- 엘리자베스 올슨 - 제리 필즈 역
- 보이드 홀브룩 - 데이비드 에이버리 역
- 더미 무어 - 케이트 필즈 역
- 리처드 드라이퍼스 - 대니 필즈 역
- 엘런 바킨 - 노마 버거 역
- 클라크 그레그 - 에드워드 버거 역
- 키어넌 십카 - 엘리너 버거 역
- 클레어 폴리 - 피비 버거 역
- 피터 사즈가드 - 피츠시먼스 역